# Chiesa dell'Immacolata Concezione (Mezzolombardo)
La chiesa dell'Immacolata Concezione è una chiesa conventuale di Mezzolombardo, nella provincia autonoma di Trento. Risale al XVII secolo.

## Storia
Il convento dei frati minori francescani a Mezzolombardo venne fondato nella seconda metà del XVII secolo e sia il convento sia la chiesa attorno al 1666 si poterono considerare ultimati. 
Nel presbiterio venne portata l'edicola con l'immagine dell Madonna che sorgeva sul sito prima della costruzione e, nel 1670 venne eretta anche la torre campanaria.
La consacrazione solenne fu celebrata nel 1670 e due anni dopo fu ultimato il coro.
Durante il periodo dell'invasione napoleonica chiesa e convento vennero soppressi poi, a partire dal 1815, la situazione ritornò come in precedenza. 
Nel 1834 fu costruita la cappella laterale dedicata all'Addolorata (benedetta poco dopo la sua costruzione) e, nello stesso anno, venne edificato anche l'oratorio.
Tre anni dopo si procedette al restauro del convento e, in alcune celle, vennero messe piccole stufe per il riscaldamento. In seguito la sacrestia venne ricostruita e sopra di questa venne sistemata la biblioteca. Dopo la metà del XIX secolo fu costruita la cappella dedicata a San Francesco.
Seguirono altri interventi importanti come una sopraelevazione della sala per migliorarne il ricambio di aria, il rifacimento delle coperture del tetto e degli intonaci e la sostituzione delle vetrate. 
La volta della sala fu affrescata con l'immagine di San Francesco d'Assisi.
Nei primi anni del XX secolo fu rifatta la pavimentazione della parte presbiteriale (sino a quel momento in legno) e la copertura del tetto venne realizzata in tegole.
Nel primo dopoguerra fu necessario un intervento restaurativo contro le infiltrazione di umidità che stavano deteriorando gli interni, e seguirono nuovi lavori alle coperture, sia del convento sia della biblioteca e del coro.
Nel secondo dopoguerra furono rifatte le vetrature della facciata, che venne anche ridipinta. Venne realizzata una decorazione nuova nella sala e nella parte del presbiterio che, in parte, venne poi tinteggiata, quindi cancellata.
Tra il 1974 e il 1995 venne posta mano prima alla pavimentazione della sala, con il conseguente spostamento sulle pareti esterne delle antiche lapidi delle famiglie Ricci e Scari prima all'interno della chiesa e poi ad una ristrutturazione conservativa generale.
Il dipinto San Pietro d'Alcantara in gloria e Angioletti, di non facile attribuzione e risalente al momento della fondazione, è conservato nel presbiterio.